# Dannii Minogue
Danielle Jane »Dannii« Minogue je avstralska pop pevka, filmska in televizijska igralka, modna oblikovalka, pisateljica, televizijska osebnost, radijska osebnost in fotomodel, * 20. oktober 1971, Melbourne, Victoria, Avstralija.
Dannii Minogue je zaslovela v osemdesetih, ko je igrala v avstralski oddaji Young Talent Time in avstralski telenoveli Home and Away, v devetdesetih pa je pričela s kariero pop zvezdnice. Dannii Minogue je uspeh prvič požela z uspešnicami, kot sta »Love and Kisses« in »This is It«, a še preden je izdala svoj drugi glasbeni album, je njena popularnost upadla. Nato je pričela igrati predvsem v muzikalih, kot sta Brilijantina in Notre Dame De Paris ter gledaliških igrah, kot sta Vaginini monologi in Macbeth (kjer je zaigrala lady Macbeth). V poznih devetdesetih se je za kratek čas ponovno vrnila v glasbeno industrijo in požela nekaj uspeha kot dance glasbena izvajalka z britansko klubsko uspešnico »All I Wanna Do«.
Leta 2001 se je Dannii Minogue vrnila na glasbeno sceno s svojim do sedaj najuspešnejšim singlom, pesmijo »Who Do You Love Now?«, izdano preko do danes najuspešnejšega glasbenega albuma v njeni karieri, Neon Nights. Na britanski glasbeni lestvici je dvanajst njenih zaporednih singlov zasedlo prvo mesto; Dannii Minogue je postala prva glasbenica, ki ji je to uspelo. Od leta 2007 je Dannii Minogue tudi uspešna sodnica v raznih oddajah, kjer odkrivajo talente, ter televizijska osebnost. Trenutno je sodnica v oddaji Avstralija ima talent, do leta 2010 pa je bila tudi sodnica britanske oddaje X-Factor, kjer sta v letih 2007 in 2010 zmagala njena učenca, in sicer Leon Jackson in Matt Cardle. 9. novembra 2011 je Dannii Minogue prejela častni doktorat iz novinarstva in umetnosti na univerzi Southampton za svojo tridesetletno kariero v zabavni industriji.

## Zgodnje življenje in začetek kariere
Danielle Jane Minogue je odrasla v Melbourneu kot mlajša od dveh hčera računovodje Ronalda Charlesa Allana Minoguea, ki ima irske korenine, in Carol Jones, plesalke iz Maestega, Wales. Je najmlajša od treh otrok; tudi njena starejša sestra Kylie Minogue je pop pevka, njen brat, Brendan, pa je avstralski kamerman, ki se ukvarja s snemanjem novic.
Dannii Minogue je s svojo kariero pričela kot otroška zvezdnica na avstralski televiziji. Pri sedmih se je pričela pojavljati v avstralskih telenovelah, začenši s televizijskimi serijami Skyways in The Sullivans. Leta 1981 se je pridružila uspešni tedenski glasbeni oddaji Young Talent Time. Dannii Minogue je v sklopu oddaje prvič nastopila tudi kot pevka; med drugim je v oddaji nastopila tudi z lastno različico Madonnine pesmi »Material Girl«. Takrat je pričela nastopati tudi na raznih avstralskih koncertnih turnejah. Leta 1988 je Dannii Minogue prenehala igrati v oddaji Young Talent Time, saj je želela nadaljevati s svojo igralsko kariero. Sprejela je vlogo ne zelo dekliške najstnice Emme Jackson v telenoveli Home and Away, vendar je v seriji igrala le leto dni. Kljub temu je med avstralskim občinstvom postala precej popularna, saj je bila za njen nastop v tej telenoveli nominirana za nagrado Logie Award v kategoriji za »najpopularnejšo igralko na avstralski televiziji«.
Septembra 1988 je Dannii Minogue izdala svojo prvo modno kolekcijo, imenovano Dannii. Za modno oblikovanje se je pričela zanimati še v času, ko je nastopala v telenoveli Young Talent Time. Sama je oblikovala nekaj oblačil, ki jih je v seriji nosila, in ker je občinstvo njene izdelke hvalilo, se je pričela zanimati za to, da bi jih izdala v zedinjeni modni kolekciji. Ta modna kolekcija se je v Avstraliji razprodala v desetih dneh in zato je Dannii Minogue leta 1989 izdala še tri poletne kolekcije.

## Kariera

### 1990 - 1995: Zgodnja kariera
Kylie Minogue je januarja leta 1989 podpisala pogodbo z avstralsko založbo Mushroom Records. Njen prvi glasbeni album, Dannii, so izdali naslednjega leta; na avstralski glasbeni lestvici je album zasedel štiriindvajseto mesto. Zunaj Avstralije so album izdali leta 1991 pod imenom Love and Kisses in skoraj na vseh glasbenih lestvicah, na katere se je uvrstil, je zasede3l eno od prvih desetih mest. Debitantski singl Dannii Minogue, »Love and Kisses«, je na avstralski glasbeni lestvici zasedel četrto mesto in za uspešno prodajo tamkaj nazadnje prejel zlato certifikacijo. Na britanski glasbeni lestvici je pesem zasedla eno od prvih desetih mest. Avgusta 1991 je Dannii Minogue organizirala promocijsko turnejo, v sklopu katere je priredila koncerte v jugovzhodni Aziji, natančneje v Hong Kongu, Singapuru, Maleziji, Indoneziji, Tajpeju in na Filipinih.
Leta 1990 je Dannii Minogue kraljica Elizabeta II. prosila, naj nastopi na prireditvi Royal Variety Show; tamkaj je izvedla svojo nazadnje izdano pesem, »Success«.
Aprila 1992 je Dannii Minogue ponovno izdala svoj debitantski album, in sicer pod imenom Love and Kisses and.... Album, kolekcija plesnih pesmi, je vključeval predvsem remixe z albuma Love and Kisses. Zasedel je dvainštirideseto mesto na britanski glasbeni lestvici in prodal skoraj 60.000 izvodov. Mnogo remixov, ki jih je posnel DJ in producent albuma, Steve »Silk« Hurley, je postalo precej uspešnih v evropskih plesnih klubih. S temi remixi si je Dannii Minogue »ustvarila novo podobo, na kateri je delala« v prihodnosti. Še istega leta je zaigrala v svojem prvem filmu, Secrets, v katerem je poleg nje zaigrala še Noah Taylor. Film je govoril o petih avstralskih najstnikih, ki po svojem prizadevanju, da bi odšli na koncert glasbene skupine The Beatles, obtičijo v hotelski garaži. Filma niso hvalili ne občinstvo ne kritiki, nastop Dannii Minogue pa so označili za »ne prav prepričljivega«.
Drugi glasbeni album Dannii Minogue, Get Into You, preko katerega so izšle uspešnice, kot so »Show You the Way to Go«, »This Is It« in »This Is the Way«, je izšel oktobra 1993. Album je vključeval predvsem bolj odrasle plesne pesmi s hitrejšim tempom, a čeprav je Dannii Minogue prej v Veliki Britaniji požela precej uspeha, se s tem albumom ni uvrstila niti na eno od prvih petdesetih mest britanske glasbene lestvice. Sredi leta 1994 se je Dannii Minogue vrnila na televizijo in na britanskem kanalu Channel 4 vodila oddajo The Big Breakfast. Leta 1995 je kot singl izdala pesmi »Rescue Me« in »Boogie Woogie«; obe sta duet s plesnim glasbenikom EuroGrooveom. Izdali so ju le na Japonskem in obe sta na japonski glasbeni lestvici zasedli prvo mesto. Svoj tretji glasbeni album je pričela snemati leta 1995, vendar je pozno leta 1995 zaradi pogodbenega nesporazuma Dannii Minogue prenehala sodelovati s svojo založbo, Mushroom Records.

### 1996 – 2000:Girl
Leta 1996 je Dannii Minogue ponovno pričela z vodenjem oddaj, začenši z oddajo Eggs on Legs. Istega leta je za kratek čas vodila otroško televizijsko oddajo Disney Time in šestnajst tednov skupaj z Garethom Jonesom vodila najstniško oddajo It's Not Just Saturday, ki so jo izdali vsako soboto. Leta 1996 je pričela voditi še glasbeno oddajo Top of the Pops, kasneje tistega leta pa se je ponovno osredotočila na svojo glasbeno kariero. Aprila 1997 je Dannii Minogue debitirala tudi na gledališkem odru, saj je zaigrala Rizzo v muzikalu Brilijantina. V Avstraliji so že za prvo skupino predstav prodali 450.000 vstopnic. Naslednjega leta je Dannii Minogue Rizzo zaigrala tudi v novozelandski različici muzikla. Na podelitvi nagrad MO Awards leta 1998 je bila Dannii Minogue za to vlogo nominirana za nagrado v kategoriji za »najboljšo gledališko igralko v muziklu«.
Po izidu mnogih njenih prejšnjih pesmi kot remixov, ki jih je izdal Steve »Silk« Hurley, se je Dannii Minogue pričela zanimati za plesno glasbo. Dejala je, da so remixi »prva stvar, ki sem jo ustvarila, ki je bila resnično super in moja ljubezen do plesne in klubske glasbe se je pričela tamkaj.« Njeno zanimanje za plesno in klubsko glasbo se je pokazalo tudi pri njenem tretjem glasbenem albumu, Girl, ki so ga izdali septembra 1997 in je vključeval njene duete z Brianom Higginsom in Xenomanio. Z albumom je Dannii Minogue predstavila bolj uglajen in odrasel slog plesne glasbe, ki so ga kritiki v glavnem hvalili, vendar ga javnost ni dobro sprejela; album se ni uvrstil niti na eno od prvih petdesetih mest britanske glasbene lestvice. Glavni singl z albuma, »All I Wanna Do«, ki ga je revija Daily Mirror opisala kot »enkratno vrnitev z veliko poudarka na bas kitari«, je požel več uspeha in zasedel četrto mesto na britanski glasbeni lestvici. Tudi v pevkini rodni Avstraliji je singl požel precej uspeha; uvrstil se je na enajsto mesto britanske glasbene lestvice in za uspešno prodajo v državi prejel zlato certifikacijo. Drugi singl z albuma, »Everything I Wanted«, je zasedel eno od prvih dvajsetih mest britanske in eno od prvih petdesetih avstralske glasbene lestvice, tretji singl z albuma, »Disremembrance«, pa je za las zgrešil dvajseto mesto na britanski lestvici, kjer je zasedel enaindvajseto mesto. Vsi trije singli z albuma Girl so zasedli vrh britanske lestvice plesnih singlov.
Junija 1998 je Dannii Minogue pričela s svojo turnejo Unleashed Tour, v sklopu katere pa je nastopala le v Veliki Britaniji. Založba Mushroom Records je decembra 1998 izdala dve kompilaciji z deli Dannii Minogue, s katerima so proslavili petindvajsetletnico svojega delovanja. Kompilacija The Singles, ki so jo izdali le v Avstraliji, je vključevala vse single, kar jih je Dannii Minogue kdaj izdala, kompilacija The Remixes pa je vsebovala vse njene najpopularnejše remixe. Obe kompilaciji so promovirali s singlom »Coconut«, ki so ga prej izdali le kot dodatno pesem s CD verzije albuma Girl. Januarja 1999, po nastopu na sydneyjski paradi gejev in lezbijk, je Dannii Minogue prvič izdala festivalno temo, pesem »Everlasting Night«. Pesem se je pojavila na kompilaciji Gay & Lesbian Mardi Gras of 1999, videospot zanjo, pri režiji katerega je sodelovala tudi Dannii Minogue sama, pa je bil posvečen homoseksualni skupnosti.
Leta 1999 se je Dannii Minogue vrnila h gledališču in zaigrala v upodobitvi Shakespearove igre Macbeth, ki so jo uprizorili v Edinburgh Fringe Festivalu. Igri so glasbeni kritiki dodelili mešane ocene; kritik Matt Grant je napisal, da Dannii Minogue »primankuje prave prepričljivosti, saj pri igranju sploh ne uporabi vse svoje sile«, Fiachra Gibbons pa je o nastop Dannii Minouge pohvalila: »Kraljica diskov iz pekla nastopa dobro« v vlogi svojega lika, lady Macbeth.

### 2001 – 2003:Neon Nights
Leta 2001 je Dannii Minogue kot Esmeralda nastopila v gledališki igri Notre-Dame de Paris, ki so jo uprizarjali v Londonu, natančneje na West Endu. Muzikal so britanski kritiki označili za »bednega«, pesmi pa so označili za »slabo kopijo evrovizijskih točk«. Za svojo vlogo pa je Dannii Minogue na podelitvi nagrad revije Maxim leta 2002 prejela nagrado v kategoriji za »najboljši odrski nastop«. Istega leta se je bežno pojavila v gledališki igri Vaginini monologi, kjer sta poleg nje zaigrali še Kika Markham in Meera Syal.
Novembra 2001 je Dannii Minogue izdala singl z naslovom »Who Do You Love Now?«, svoj duet s skupino Riva. Novinar revije Sound Generator je singl opisal kot »ljubko serenado s sanjavimi vokali, pravo plesno himno.« Pesem je zasedla tretje mesto na britanski glasbeni lestvici in prvo na britanski lestvici najbolje prodajanih plesnih pesmi. Na avstralski glasbeni lestvici je pesem zasedla petnajsto mesto, v Združenih državah Amerike, kjer so pesem izdali v ameriških plesnih klubih, pa je pesem zasedla dvanajsto mesto na lestvici Billboard Hot Dance Music/Club Play. Leta 2001 je Dannii Minogue podpisala pogodbo za šest albumov z založbo London Records, ki je del organizacije Warner Music International.
Marca 2003 je Dannii Minogue izdala svoj četrti glasbeni album, Neon Nights, ki ga je BBC označil za »prijeten koktajl uglajenega popa, klubske kulture in dostopnosti.«. Vključeval je dance-pop pesmi, ki so spominjala na dela iz osemdesetih in s katerimi je Dannii Minogue požela največ pohval s strani kritikov v svoji celotni karieri. Album Neon Nights je zasedel osmo mesto britanske glasbene lestvice in tako postal njen na lestvici najuspešnejši album od njenega debitantskega albuma, preko albuma pa so izšli štirje singli, ki so na britanski glasbeni lestvici zasedli eno od prvih desetih mest. Pesmi »Who Do You Love Now?« sicer niso uradno izdali kot prvi singl z albuma, a je bila vseeno ena od pesmi, vključenih na album. Kot uradni glavni singl z albuma so izdali pesem »Put the Needle on It«, dance-pop pesem s stilom, ki spominja na osemdeseta in je zasedel sedmo mesto na britanski glasbeni lestvici. Poleg tega je pesem zasedla eno od prvih dvajsetih mest na mnogih glasbenih lestvicah, med drugim tudi na avstralski lestvici, kjer je zasedla enajsto mesto in nazadnje prejela zlato certifikacijo. Drugi singl z albuma, pesem »I Begin to Wonder«, je novinar irskega radia Telefís Éireann za eno od »najboljših reči« z albuma in je postala njena najvišje uvrščena pesem na britanski glasbeni lestvici, kjer je zasedla drugo mesto. Na avstralski glasbeni lestvici je singl zasedel štirinajsto mesto in nazadnje prejel zlato certifikacijo. Tudi tretji singl z albuma, pesem »Don't Wanna Lose This Feeling«, je požel toliko uspeha, kot njegovi predhodniki; zasedel je peto mesto britanske in dvaindvajseto avstralske glasbene lestvice.
Junija 2003 je Dannii Minogue pričela gostiti lastno radijsko oddajo, Dannii Minogue's Neon Nights. Oddajo so predvajali na avstralskih in britanskih radijih, Dannii Minogue pa je v njej predvajala glasbo začetnih DJ-jev, pa tudi lastno glasbo.
Zaradi uspeha albuma v Evropi in Avstraliji so njegove single pričeli množično predvajati na severnoameriških plesnih radijih in založba Warner Music Group se ga je nazadnje pozno leta 2003 odločila izdati tudi v Združenih državah Amerike. Singla »I Begin to Wonder« in »Don't Wanna Lose This Feeling« sta nazadnje veliko uspeha požela tudi na ameriških plesnih lestvicah.

### 2004 - 2006:The Hits & Beyond
Junija 2004 je Afterlife izdal album Speck of Gold, ki je vključeval tudi pesem Dannii Minogue, »Take Me Inside«. Album so v Avstraliji sicer izdali šele leta 2008, vključeval pa je dve različni verziji pesmi, obe z Dannii Minogue.
Oktobra 2004 je Dannii Minogue izdala pesem »You Won't Forget About Me«, svoj duet z dance glasbeno skupino Flower Power. Novinar revije MSN Entertainment je pesem opisal kot »res fantastično« in pohvalil predvsem njenega »house ritma in uporabo sintetizatorja, ki nas spomni na osemdeseta.« Pesem je zasedla sedmo mesto britanske glasbene lestvice in se uvrstila tudi na eno od prvih dvajsetih mest na avstralski lestvici. Pesem »Perfection«, njen duet s Soulom Seekerzom, je izšel oktobra 2005 in zasedel eno od prvih dvajsetih mest tako na britanski kot na avstralski lestvici.
Junija 2006 je Dannii Minogue izdala kompilacijo s svojimi največjimi uspešnicami, The Hits & Beyond. Album je poleg singlov z njenih prejšnjih albumov vključeval tudi nekaj novih pesmi. Na britanski glasbeni lestvici je album debitiral na sedemnajstem mestu. V Avstraliji je album The Hits & Beyond, ki je na avstralski glasbeni lestvici zasedel le sedeminšestdeseto mesto, postal eden od pevkinih najmanj uspešnih albumov. Z albumom je Dannii Minogue predstavila nov singl, »So Under Pressure«, ki ga je navdihnilo dejstvo, da je njena sestra Kylie, pa tudi neka njena neimenovana prijateljica, zbolela za rakom. 11. decembra 2005 je Dannii Minogue s svojo sestro Kylie na njeni turneji Kylie during Showgirl: The Homecoming Tour v Melbourneu izvedla pesem »Kids«. 31. decembra 2005 je na turneji ponovno nastopila in skupaj s sestro izvedla pesem »Celebration« v Londonu, natančneje v areni Wembley. Singl je zasedel eno od prvih dvajsetih mest na avstralski in britanski lestvici ter postal njen deseti zaporedni singl, ki je na britanski lestvici klubskih pesmi zasedel prvo mesto. Dannii Minogue je snemanje pesmi »So Under Pressure« opisala kot pravi dosežek, saj je morala »zbrati veliko poguma, da je [vsa svoja čustva] pretvorila v besede«. Septembra 2006 je Dannii Minogue lastno različico pesmi »I'll Be Home for Christmas« vključila na album Spirit of Christmas, kompilacijo s klasičnimi božičnimi pesmimi v izvedbi raznih izvajalcev, ki jo je izdala avstralska trgovina Myer.
Novembra 2006 je Dannii Minogue izvedla pesem »He's the Greatest Dancer« (1979) skupine Sister Sledge na BBC-jevi prireditvi Children in Need. Studijska različica pesmi, katere remix je posnel Fugitive, je izšla preko kompilacije Clubland 10, izdane novembra 2006. Naslednji mesec je na britanski klubsko-plesni sceni izšel singl »He's the Greatest Dancer«, ki je na britanski lestvici plesnih pesmi zasedel prvo mesto. Poleg tega se je uvrstil tudi na eno izmed prvih štiridesetih mest avstralske glasbene lestvice.

### 2007 - 2011:Unleashed,Club DiscoinX Factor
Dannii Minogue je pogodbo z založbo London Records prekinila, ko so ji povedali, da lahko ali prekine založbo s pogodbo ali pa še naprej izdaja albume preko te založbe, a mora na izid naslednjega glasbenega albuma, ki so ga v večini že posneli, počakati eno leto. Takrat je pričela sodelovati s producenti, kot so Hugo Lira, Gareth Young, Ian Masterson, Ross Callum in Pascal Gabriel. Večina teh pesmi je kasneje izšla preko albuma Unleashed (2007). Kasneje tistega leta je Dannii Minogue podpisala pogodbo z založbo All Around the World Records.
Oktobra 2007 je Dannii Minogue izdala pet različnih del; najprej je ponovno izdala svoja albuma iz let 1997 in 2003, Girl in Neon Nights, oba albuma pa sta vključevala še en CD z dodatnimi remixi. 5. novembra je izdala še zgorajomenjeni album Unleashed in DVD The Video Collection, ki vključuje vse njene videospote ter še nekaj dodatkov. Poleg tega so na isti dan izdali še digitalni album Club Disco, preko njega pa še mnoge nove pesmi, natančneje singli »You Won't Forget About Me«, »Perfection« in »So Under Pressure«. Preko albuma so nameravali izdati še en singl, »I Can't Sleep at Night«, a ga nazadnje niso. Poleg tega je album vključeval tudi pevkine različice pesmi »Xanadu« in disko klasike »He's the Greatest Dancer«. Nazadnje so 3. decembra preko albuma izdali še en singl, »Touch Me Like That«, ki je zasedel prvo mesto na britanski lestvici plesnih pesmi.
Dannii Minogue je sprejela vlogo sodnice in mentorice v ITV-jevi oddaji X Factor poleg Simona Cowella, Louis Walsh in Sharon Osbourne. Bila je mentorica moški kategoriji in poučevala Leona Jacksona, Rhydiana Robertsa in Andyja Williamsa. V intervjuju o njenem prvem letu v oddaji je Dannii Minogue povedala: »Končno so me sprejeli kot mene samo. To je fantastična priložnost, med katero me končno ne primerjajo s Kylie. Končno sem našla svoje poslanstvo.« Nazadnje sta se dva od njenih učencev, Rhydian Roberts in Leon Jackson, uvrstila v finale, in nazadnje je 15. decembra po javnem glasovanju v oddaji zmagal Leon Jackson. Dannii Minogue je postala prva ženska mentorica, katere učenec je zmagal v oddaji.
Leta 2007 je Simon Cowell najel Dannii Minogue za vlogo sodnice v oddaji Avstralija ima talent kanala Network 7 skupaj z Redom Symonsom in Tomom Burlinsonom v prvi sezoni oddaje. To je bilo potem, ko je že sprejela vlogo sodnice v oddaji X Factor in je Simon Cowell menil, da bi se dobro odrezala tudi kot sodnica v tej oddaji. V oddaji je sodila tudi drugo in tretjo sezono v letih 2008 in 2009.
Zgodaj leta 2008 so Dannii Minogue najeli za glavno nastopajočo glasbeno izvajalko na avstralskem tednu mode. Poleg tega so jo najeli tudi za vodenje otvoritvene prireditve, ki jo je organiziralo podjetje MAC Cosmetics. Ponovno je sprejela vlogo sodnice v drugi sezoni oddaje Avstralija ima talent. V Avstraliji so takrat izdali tudi album Club Disco z nekaj dodatnimi pesmimi. 20. septembra tistega leta je tudi vodila podelitev nagrad Nickelodeon UK Kids' Choice Awards.
Avgusta 2008 se je Dannii Minogue vrnila na britansko televizijo kot sodnica na X Factorju poleg Simona Cowella, Louisa Walsha in Cheryl Cole, ki je nadomestila Sharon Osbourne. Po prvih avdicijah so Dannii Minogue za mentorico dodelili skupini tekmovalcev, starejših od petindvajsetih let. Za svoje favorite do finala je izbrala Daniela Evansa, Rachel Hylton in Ruth Lorenzo, pri poučevanju slednjih pa ji je nazadnje pomagala bivša članica glasbene skupine Spice Girls, Emma Bunton. V osmi epizodi oddaje so izločili še zadnjega učenca Dannii Minogue, Ruth Lorenzo, tako da se tistega leta v finale ni uvrstil noben od njenih učencev. Dannii Minogue je dejala, da je ponosna na svoje delo, ker je kategorija tekmovalcev, starejših od petindvajset let, v oddaji ostala več kot šest tednov, kar je bil prejšnji rekord.
V času njenega delovanja v oddaji X Factor je veliko ljudi v zabavni industriji, med drugim tudi Ronan Keating, Noel Gallagher in Graham Norton podvomilo v sposobnost Dannii Minogue za poučevanje in sojenje v oddaji. Poleg tega je veliko tabloidov trdilo, da je Dannii Minogue ljubosumna na novinko Cheryl Cole in da je zato v zaodrju bolj napeto. Dannii Minogue je te govorice sicer mnogokrat zanikala, tako kot Cheryl Cole, ki je dejala, da je vse skupaj le »neumen stereotip, ki je popolnoma neresničen«. 23. novembra, med predvajanjem oddaje v živo, se je Dannii Minogue zlomila in se po prepiru z Louisem Walshem glede izbire pesmi razjokala, tako da ni mogla predstaviti enega od svojih učencev, Rachel Hylton. Kljub kontroverznostim pa jo je imelo občinstvo rado. Dannii Minogue je kasneje povedala, da med snemanjem pete sezone oddaje X Factor ni uživala in da »tega ne bi nikoli ponovila«.
Na začetku leta 2009 je Dannii Minogue preko spleta izdala digitalno kompilacijo z naslovom The Early Years. Kompilacija je vključevala vse pesmi, ki jih je Dannii Minogue izdala preko svojih prvih dveh albumov. Simon Cowell je kasneje potrdil, da bo Dannii Minogue zavzela položaj sodnice tudi v šesti sezoni oddaje X Factor in pohvalil njeno predanost oddaji. Oddaja se je pričela predvajati 22. avgusta 2009, v vlogi drugih sodnikov pa so se Dannii Minogue ponovno pridružili Simon Cowell, Louis Walsh in Cheryl Cole. Po prvih nekaj krogih so Dannii Minogue za poučevanje dodelili skupino deklet in v naslednjih epizodah so jo predstavljale Rachel Adedeji, Lucie Jones in Stacey Solomon. Od trojice je bila najuspešnejša Stacey Solomon, ki je nazadnje zasedla tretje mesto.
7. decembra 2009 je Dannii Minogue izdala album The 1995 Sessions, album prej neizdanih pesmi, ki jih je posnela med snemanjem za svoj tretji glasbeni album, vendar je večina teh pesmi do takrat ostala neizdanih zaradi težav, ki jih je imela s svojo takratno glasbeno založbo. Na isti dan je Dannii Minogue ponovno izdala svoja prva dva albuma, izdana preko založbe MCA Records, svoj debitantski glasbeni album, Love & Kisses, in njegov naslednik Get Into You.
Zgodaj leta 2010 so potrdili, da bodo posneli tudi četrto sezono oddaje Avstralija ima talent. Dannii Minogue je bila edina članica originalne zasedbe, ki je vlogo sodnice dobila tudi v tej sezoni, saj so se producenti oddaje slednjo odločili obnoviti. Vlogi Reda Symonsa in Toma Burlinsona sta prejela Brian McFadden in Kyle Sandilands. V začetku leta 2010 se je govorilo tudi, da so Dannii Minogue ponudili vlogo sodnice v avstralski različici oddaje X Factor, ki so jo nameravali za drugo sezono popolnoma obnoviti. Kakorkoli že, ponudbo je pevka zavrnila in nazadnje so vloge sodnikov sprejeli Natalie Imbruglia, Kyle Sandilands, Ronan Keating in Guy Sebastian, leta 2011 pa sta Kylea Sandilandsa in Natalie Imbruglio nadomestili Mel B in Natalie Bassingthwaighte.
13. januarja 2010 je Dannii Minogue s svojim partnerjem Krisom Smithom oznanila, da pričakuje svojega prvega otroka. Kasneje je povedala, da ima rok v juliju in zato ne bo mogla sprejeti vloge sodnice v sedmi sezoni oddaje X Factor. 3. julija je Dannii Minogue preko Twitterja objavila: »Skupina Minogue se vrača!« 11. junija je ITV oznanil, da se bo Dannii Minogue po vsej verjetnosti vrnila v oddajo, vendar ne takoj in da jo bodo do takrat nadomeščali razni gostovalni sodniki.
23. junija 2010 je kanal ITV2 oznanil, da bo izdala tridelni dokumentarni film Dannii Minogue: Style Queen, ki bo govoril o njeni modni liniji »Project D«, o njenem delu v oddaji X Factor, materinstvu, njenemu partnerju Krisu Smithu in njeni vrnitvi v glasbeno industrijo, pa tudi o pisanju njene avtobiografije My Story. Dokumentarni film je produciral Steve Vizard, premierno pa se je predvajal na avstralskem kanalu Foxtel.
Dannii Minogue se je vrnila v oddajo X Factor septembra 2010 in si za svoje učence izbrala Nicola Festo, Matta Cardlea in Aidena Grimshawa, poleg tega pa je inštuirala še Paijeja Richardsona. Dannii Minogue je na snemanju spremljala tudi njena prijateljica iz Avstralije, Natalie Imbruglia, ki jo je tistega leta v Birminghamu nadomestila kot sodnica. V finale se je uvrstil le Matt Cardle, saj so Nicola Festo izločili že po prvem tednu, Aidena Grimshawa po šestem, Paijeja Richardsona pa po sedmem. Nazadnje je Matt Cardle v finalu zmagal in Dannii Minogue je ponovno, že drugič postala mentorica zmagovalca.
14. maja 2011 je Dannii Minogue oznanila, da se ne bo pojavila v osmi sezoni X Factorja. O svoji odločitvi je dejala: »Med pogovori o moji vrnitvi (v oddajo X Factor) mi je postalo jasno, da bodo na žalost avdicije za X Factor letos potekale junija in julija, vzporedno z avdicijami za oddajo Avstralija ima talent. Zato se ne morem vrniti.« Dannii Minogue se je v vlogi sodnice v oddaji Avstralija ima talent vrnila tudi za peto sezono.

### 2012 - danes: Trenutni projekti in možna vrnitev kX Factorju
Januarja 2012 je kanal ITV izdal dokumentarni film z naslovom The Talent Show Story, v katerem je govorila o svojem delu v oddaji X Factor in drugih oddajah, v katerih iščejo talente. Poleg tega so za dokumentarni film intervjuvali tudi sodnike Garyja Barlowa, Louisa Walsha, Kelly Rowland, Tuliso Contostavlos, Amando Holden, Piersa Morgana, Carrie Grant in Simona Cowella ter voditelja oddaje X Factor Dermota O'Learyja in oba voditelja oddaje Britanija ima talent, Anta & Deca. 
Aprila 2012 so poročali, da se Dannii Minogue dogovarja s Simonom Cowellom in producenti ITV-ja dogovarja o vrnitvi k oddaji X Factor, kjer naj bi nadomestila Kelly Rowland, ki se v oddajo po svoji prvi sezoni ne bo vrnila. Ko so že potrdili, da se bosta Gary Barlow in Louis Walsh vrnila, so poročali tudi, da bo pogodbo za sojenje v oddaji X Factor leta 2012 podpisala Tulisa Contostavlos. Maja 2012 je kanal ITV potrdil, da se Kylie Minogue ne bo vrnila v oddajo X Factor. 17. maja 2012 so poročali, da je Dannii Minogue zavrnila milijonsko pogodbo za vrnitev k oddaji X Factor. Kasneje so potrdili, da bo vlogo sodnice v britanski oddaji X Factor prevzela bivša sodnica ameriškega X Factorja, Nicole Scherzinger.
Dannii Minogue je vlogo sodnice v oddaji Avstralija ima talent sprejela tudi za šesto sezono, ki bo izšla leta 2012.

## Modno oblikovanje
V poznih osemdesetih je Dannii Minogue oblikovala lastno modno linijo, ki so jo v Avstraliji prodajali preko trgovine K-Mart.
Odkar je Dannii Minogue leta 2007 postala sodnica v oddajah X Factor in Avstralija ima talent je postala stilska ikona v Veliki Britaniji, na Irskem in v Avstraliji, požela veliko hvale s strani modnih oblikovalcev, kot je Victoria Beckham, in nosila obleke J'Atona Couturea, Antonia Berardija, Dolcea & Gabbane, Marchese, Philipa Armstronga, Carle Zampatti, Guccija in Aurelia Costarella. Pojavila se je tudi na naslovnicah revij, kot so Cosmopolitan, Vouge in InStyle. Posebej britanski mediji so večkrat opazili njen smisel za modo in dejstvo, da velikokrat zamenja frizure, posebej odkar se je oddaji X Factor pridružila tudi Cheryl Cole in so ju pričeli primerjati. Zaradi hvale, ki je je bila deležna s strani britanskih medijev, je Dannii Minogue oblikovala lastno linijo oblek, naslovljeno Project D, ki jo je izdala skupaj s svojo prvo dišavo. Prvi izvodi modne linije Project D so se prodajali le v britanski trgovini Selfridges; ta spomladno-poletna kolekcija oblačil je vključevala vsa oblačila, ki jih je Dannii Minogue nosila med prvo epizodo sedme sezone X Factorja, vključno s kratko božično obleko.
Pozno julija 2011 je Dannii Minogue oznanila, da je sprejela službo ambasadorke spomladnega modnega tedna v Melbourneu; službo je obdržala do septembra tistega leta.

## Oglaševanje
Dannii Minogue je obraz podjetja Marks and Spencer. Prvo reklamo za podjetje je posnela v Južni Afriki, izdala pa 24. marca 2010; reklama, ki je vključevala pesem Cheryl Lynn, »Got to be Real«, je bila posneta za njihovo spomladno kampanjo. V reklami so zaigrale še Twiggy, Lisa Snowdon, VV Brown in Ana Beatriz Barros. Dannii Minogue zaradi nosečnosti ni bila vključena v jesensko kampanjo, vendar so jo kljub temu vključili v božično kampanjo s Petrom Kayjem, ki je vključevala tudi pesem »You Should Be Dancing« glasbene skupine Bee Gees.
Januarja 2011 se je Dannii Minogue odpravila v Miami, Florida, kjer je posnela reklamo za Marks & Spencerjevo pomladno kampanjo leta 2011.
Leta 2011 so potrdili, da bo Dannii Minogue postala nov obraz slavnega kozmetičnega branda ModelCo.

## Zasebno življenje

### Razmerja
V zgodnjih devetdesetih je Dannii Minogue hodila z Rayjem Slijngaardom, raperjem iz eurodance glasbene skupine 2 Unlimited. Januarja 1994 se je poročila z avstralskim igralcem Julianom McMahonom, ki ga je spoznala leta 1991 med snemanjem televizijske serije Home and Away. Poročena sta bila manj kot dve leti in se leta 1995 nazadnje ločila. Ob ločitvi je Dannii Minogue dejala, da so ti dogodki tisto, kar »v življenju obžalujem najbolj in pri čemer sem se najbolj zmotila.« Oktobra 1995 je pozirala gola za avstralsko različico revije Playboy. O razlogu za to odločitev je kasneje povedala: »Pravkar sem se ločila. Večina žensk odide k frizerju - jaz sem pozirala za Playboy. Sama sem izbrala fotografa, lokacijo, kaj sem si želela nositi in česa ne ter vse drugo povezano s fotografijami. To je bila zame zelo osvobojujoča izkušnja, ki me je navdala z močjo.« Ta številka revije se je razprodala po štirih dneh in postala ena od najbolje prodajanih avstralskih različic revije Playboy.
Oktobra 1999 se je Dannii Minogue zaročila s kanadsko-francoskim voznikom formule 1, Jacquesom Villeneuveom, a njuno razmerje se je končalo leta 2001. Leta 2002 je pričela hoditi s producentom in basistom glasbene skupine Bros, Craigom Loganom, s katerim se je spoznala med snemanjem njenega albuma Neon Nights. Mediji so marca 2002 pričeli poročati, da se je par zaročil, a decembra 2002 sta oznanila, da sta se razšla.
Avgusta 2008 je Dannii Minogue pričela hoditi z angleškim manekenom in bivšim profesionalnim igralcem rugbija Krisom Smithom (roj. 20. avgust 1978). Spoznala sta se na praznovanju njegovega tridesetega rojstnega dne na Ibizi. 9. januarja 2011 je Dannii Minogue potrdila, da je noseča preko svojega Twitterja, kjer je zapisala: »Jupi, mamica bom! :-)« Napisala je tudi, da otroka pričakuje julija 2010 in da je bila ob času objave noseča dvanajst tednov. Dannii Minogue je 5. julija 2010 preko carskega reza v kraljevi ženski bolnišnici v Melbourneu, Avstralija rodila dečka po imenu Ethan Edward Minogue Smith. Deček je tehtal 3,71 kilogramov. Na začetku je Dannii Minogue nameravala roditi doma.
Aprila 2012 je Dannii Minogue preko Twitterja oznanila, da sta se s Krisom Smithom razšla: »Z veliko žalostjo vam sporočam, da sva se s Krisom razšla. Še vedno se imava rada & vas prosiva za zasebnost v tem zelo težkem času, posebej zaradi najinega sina Ethana, ki ostaja najina prioriteta.« Tudi Kris Smith je preko Twitterja oznanil, da sta se razšla.
Leta 2012 je Tom Bower v knjigi o ljubezenskem življenju Simona Cowella razkril, da sta imela z Dannii Minogue ob začetku X Factorja leta 2007 afero.

### Kontroverznosti
Leta 2002 je britanska nacionalna stranka, desničarska politična stranka, ki je proti imigracijam, trdila, da je Dannii Minogue podprla njihovo stališče glede imigracij v intervjuju z revijo GQ. V intervjuju je namreč dejala, da jo moti, ker »so [v Avstraliji] še ulični znaki napisani v nekem azijskem jeziku.« Dannii Minogue se je na te trditve odzvala v intervjuju z revijo Gay Times dejala: »Nisem rasistka. To ni moj način življenja. Moj menedžer je Jud, nastopam v gejevskih klubih, prihajam iz multikulturnega ozadja in na vse to sem zelo ponosna.«
Februarja 2006 je Dannii Minogue ponovno pritegnila precej medijske pozornosti, ko je tabloid News Of The World objavil nazorne posnetke iz londonskega strip kluba Puss 'N Boots, na katerih Dannii Minogue »otipava« ena od plesalk. Njen predstavnik je napisal, da je bilo vse skupaj le »nedolžna dekliška zabava«.
Med šesto sezono oddaje X Factor je Dannii Minogue požela veliko kritik, prvič 10. oktobra 2009, ko je med komentiranjem nastopa Danyla Johnsona s pesmijo »And I Am Telling You I'm Not Going« dejala: »Če verjamemo vsemu, kar piše na rumenih straneh, potem ti ne bi bilo treba spremeniti spola,« saj je Danyl Johnson pred nekaj časa za tabloide priznal, da je biseksualec. Danyl Johnson je bil vidno prizadet in kasneje je dejal: »Ni me sram.« Zaradi komentarja je bilo občinstvo takoj ogorčeno; zahtevali so celo, da se Dannii Minogue odpusti iz oddaje. Velikokrat so jo kritizirali predvsem preko interneta. Ker je prejela toliko pozornosti medijev, se je takoj opravičila:
Rada bi razčistila, kaj natanko se je zgodilo med včerajšnjo epizodo X Factorja in se opravičila vsem, ki so jih moji komentarji tako ali drugače užalili. Le komentirala sem Danylovo spremembo besedila njegove pesmi. Želela sem se pošaliti na račun njegovega zabavnega nastopa s pesmijo. Je odprt glede njegove (bi)seksualnosti in zapel je pesem z »dekliškim« besedilom. Z Danylom sva se že med vajami v petek šalila o tem dejstvu, in to sem želela pokazati tudi v oddaji. Rada bi se opravičila vsem, ki jih je moj komentar užalil, to resnično ni bil moj namen in Danyla moj komentar ni užalil ali prizadel, natanko je vedel, kaj sem s tem mislila.
Tudi v naslednji epizodi, izdani 11. oktobra, se je Dannii Minogue opravičila in dejala, da so ljudje njene besede razumeli narobe in dejala, da Danyla Johnsona njen komentar ni prizadel. Medijski regulator Ofcom je vseeno prejel skoraj 4.000 pritožb na račun njenega komentarja.

### Medijska upodobitev in ostale aktivnosti
Čez njeno kariero so Dannii Minogue mnogokrat primerjali z njeno komercialno veliko uspešnejšo sestro Kylie. O primerjavah je Dannii Minogue dejala: »Težko je, ker me kar naprej primerjajo s Kylie. Po drugi strani pa, ljudje vedno najdejo koga, s komer te primerjajo. Kar poglejte Britney in Christino.« V intervjuju z revijo Elle aprila 2009 je Kylie Minogue kritizirala sodnika oddaje X Factor, Louisa Walsha, zaradi posmehovanja njene sestre: »Zelo ponosna sem na svojo sestro in tako prekleto me živcira, da naju kar naprej primerjajo. V Angliji veliko ljudi ne ve, od kod prihaja. In še težje je, ko se ji Louis Walsh s svojim patetičnim smislom za humor posmehuje - na primer s tem, da ji reče, da še nikoli ni ustvarila nobene uspešnice, kar sploh ni res.« Zanikala je tudi govorice, da se njena sestra ne razume s Cheryl Cole in Sharon Osbourne ter jih označila za »cenene«.
Dannii Minogue je mnogokrat nastopila na sydneyjski paradi gejev in lezbijk in v londonskem nočnem klubu G-A-Y. Sama pravi, da je tako uspešna tudi zaradi svojih oboževalcev iz homoseksualne skupnosti, v veliko intervjujih pa je tudi dejala, da je gejevska kultura »vedno bila del [njene] glasbe«. Dannii Minogue odprto podpira homoseksualno skupnost, opozarja na njihove pravice in na dejstvo, da še danes niso popolnoma enakopravni, velikokrat pa je poudarila tudi, da bi po njenem mnenju morali zakone med istospolnimi partnerji legalizirati v vseh državah.
Dannii Minogue je ambasadorka organizacije Terrence Higgins Trust, ki dela na tem, da bi se ljudi bolj natančno izobraževalo o AIDS-u. Dobrodelni organizaciji se je pridružila, ker je upala, da bo s tem več ljudi pripravila do tega, da se pogovarjajo o varni spolnosti in bolezni. Leta 2004 je gola, ovita le z rdečim trakom, pozirala za kampanjo v sklopu promocije dneva AIDS-a v Avstraliji in Veliki Britaniji. Že dolgo podpira raziskave raka na prsih in od avgusta 2008 je postala ambasadorka centra za raziskavo raka na prsih Olivie Newton-John.
Revija Heat Magazine je v svoji šestopeti številki Dannii Minogue z 42% glasov označila za najljubšo sodnico oddaje X Factor v Veliki Britaniji; drugo mesto je s 35% glasov zasedel Simon Cowell, tretje z 18% glasov Cheryl Cole, četrto pa Louis Walsh z le 5% glasov.

## Diskografija
- 1991: Love and Kisses
- 1993: Get Into You
- 1997: Girl
- 2003: Neon Nights
- 2007: Club Disco

## Filmografija
| Filmi        | Filmi                                               | Filmi         | Filmi                                                  |
| Leto         | Naslov                                              | Vloga         | Opombe                                                 |
| ------------ | --------------------------------------------------- | ------------- | ------------------------------------------------------ |
| 1992         | Secrets                                             | Didi          |                                                        |
| 2004         | The Porter                                          | Bunny Stigler | Kratki film                                            |
| 2007         | White Diamond: A Personal Portrait of Kylie Minogue | Ona           | Dokumentarni film                                      |
| Televizija   |                                                     |               |                                                        |
| Leto         | Naslov                                              | Vloga         | Opombe                                                 |
| 1978         | Skyways                                             | Amy           |                                                        |
| 1978         | Sullivanovi                                         | Carla (#2)    |                                                        |
| 1982 – 1988  | Young Talent Time                                   | Ona           | Redni nastopi                                          |
| 1988         | All The Way                                         | Penny Seymour |                                                        |
| 1988         | New Generation                                      | Ona           |                                                        |
| 1989 – 1990  | Home and Away                                       | Emma Jackson  | Stranska vloga                                         |
| 1994         | The Big Breakfast                                   | Ona           | Voditeljica                                            |
| 1994 – 1995  | Fan TC                                              | Ona           | Voditeljica                                            |
| 1996         | It's Not Just Saturday                              | Ona           | Voditeljica                                            |
| 1996         | Scoop                                               | Ona           | Voditeljica                                            |
| 1997         | Disney Time                                         | Ona           | Voditeljica                                            |
| 1997         | Top of the Pops                                     | Ona           | Voditeljica                                            |
| 1997 – 1998  | Live & Kicking                                      | Ona           | Voditeljica                                            |
| 2007 – danes | Avstralija ima talent                               | Ona           | Sodnica                                                |
| 2007 – 2010  | X Factor                                            | Ona           | Sodnica/mentorica                                      |
| 2007         | The Kylie Show                                      | Ona           | Skeč                                                   |
| 2008         | Nickelodeon UK Kids Choice Awards 2008              | Ona           | Voditeljica                                            |
| 2009         | Beautiful People                                    | Ona           | Gostovalni nastop                                      |
| 2010         | Ultimate Movie Toons                                | Ona           | Voditeljica                                            |
| 2010         | Dannii Minogue: Style Queen                         | Ona           | 3-delni dokumentarni film o njenih trenutnih projektih |
| 2012         | The Talent Show Story                               |               |                                                        |
| Gledališče   |                                                     |               |                                                        |
| Leto         | Naslov                                              | Vloga         | Opombe                                                 |
| 1997         | Brilijantina                                        | Rizzo         |                                                        |
| 1999         | Macbeth                                             | Lady Macbeth  |                                                        |
| 2000         | Notre Dame de Paris                                 | Esmeralda     |                                                        |
| 2000         | Vaginini monologi                                   |               |                                                        |

## Nagrade in nominacije
| Leto | Nagrada                                | Kategorija                                 | Delo                | Osvojila? |
| ---- | -------------------------------------- | ------------------------------------------ | ------------------- | --------- |
| 2011 | Glamourjev seznam žensk leta           | TV osebnost leta                           | Ona                 | Da        |
| 2010 | Seznam slavnih osebnosti leta          | Slavna osebnost leta (1. mesto)            | Ona                 | Da        |
| 2010 | Max Factor Awards                      | Najbolj glamurozna osebnost leta           | Ona                 | Ne        |
| 2010 | Elle Style Awards                      | Najboljša TV zvezdnica                     | Ona                 | Da        |
| 2009 | Nagrade revije Cosmopolitan            | Ultimatna TV osebnost leta                 | Ona                 | Da        |
| 2008 | Seznam slavnih osebnosti leta 2008     | Slavna osebnost leta (1. mesto)            | Ona                 | Da        |
| 2007 | Glamour Awards                         | TV osebnost                                | Ona                 | Da        |
| 2007 | National Television Awards             | Najpopularnejša oddaja za iskanje talentov | X Factor            | Da        |
| 2004 | WMC International Dance Music Awards   | Najboljše evro delo z veliko energije      | »I Begin to Wonder« | Ne        |
| 2004 | WMC International Dance Music Awards   | Najboljša plesna umetnica                  |                     | Ne        |
| 2004 | Dancestar 2004 Awards                  | Najboljši svetovni singl                   | »I Begin to Wonder« | Ne        |
| 2003 | ARIA Awards                            | Najboljši pop album                        | Neon Nights         | Ne        |
| 2003 | Capital FM Awards                      | Ritmična nagrada Capitala                  |                     | Da        |
| 2003 | Disney Channel Awards                  | Najboljša ženska umetnica                  | Da                  |           |
| 2001 | Maxim Awards                           | Najboljši nastop v gledališču              | Notre-Dame De Paris | Da        |
| 1998 | MO Award                               | Najboljša gledališka igralka v muzikalu    | Brilijantina        | Ne        |
| 1998 | BRMB Music Awards                      | Najboljši videospot                        | »All I Wanna Do«    | Da        |
| 1991 | Nagrada revije TV Hits                 | Najboljša ženska televizijska zvezdnica    |                     | Da        |
| 1991 | Nagrada revije Smash Hits              | Najboljši novi ustvarjalec                 | Da                  |           |
| 1991 | Nagrada revije BIG                     | Najboljša ženska pop zvezdnica na svetu    | Da                  |           |
| 1991 | Nagrada radia 1 & revije Flash Forward | Ženska leta                                | Da                  |           |
| 1990 | Logie Awards                           | Najpopularnejši ženski talent              | Home and Away       | Ne        |
| 1989 | Logie Awards                           | Najpopularnejši ženski talent              | Home and Away       | Ne        |
| 1989 | The Variety Club of Australia          | Raznolikost med mladimi                    |                     | Da        |